# Rhagoletotrypeta pastranai
Rhagoletotrypeta pastranai är en tvåvingeart som beskrevs av Aczel 1954. Rhagoletotrypeta pastranai ingår i släktet Rhagoletotrypeta och familjen borrflugor. Inga underarter finns listade i Catalogue of Life.